# Astrium
Astrium was de ruimtevaartdivisie van het Europese EADS-consortium. Het bedrijf bouwde onder meer satellieten, ruimtevaartuigen en de Ariane 5-draagraket en leverde militaire communicatiesystemen. In 2011 telde het bedrijf bijna 17.000 werknemers en draaide het een omzet van om en nabij vijf miljard euro. Het bedrijf was toen 's werelds op twee na grootste in de ruimtevaart en het grootste in Europa. Astrium had vestigingen in vijf Europese landen: Frankrijk, Duitsland, het Verenigd Koninkrijk, Spanje en Nederland, inclusief Dutch Space. Sinds 2014 maakt het deel uit van Airbus Defence and Space.

## Geschiedenis
Astrium ontstond in 2000 uit de fusie tussen het Frans-Britse Matra Marconi Space, het Duitse DaimlerChrysler Aerospace en het kleinere Spaanse Computadores, Redes e Ingeniería. Astrium begon als een joint venture tussen EADS en BAE Systems. Op 16 juni 2003 verkocht BAE Systems haar kwartaandeel en werd Astrium EADS Astrium Satellites. Astrium realiseerde toen een omzet van 1,9 miljard euro en telde 8400 medewerkers, waarvan een kwart in het Verenigd Koninkrijk werkzaam was.
Astrium Space Infrastructure ging samen met EADS Launchers & Vehicles en werd Space Transportation. Astriums Paradigm Secure Communications ging op in Space Services. Op 1 januari 2004 werd ook de ruimtevaartafdeling van CASA deel van Astrium. Verder werd het Britse Infoterra overgenomen en hernoemd tot Astrium GeoInformation Services. In 2006 werden de verschillende ruimtevaartactiviteiten binnen EADS samengebracht, wat op het einde van dat jaar tot het huidige EADS Astrium leidde.
In 2007 kondigde EADS Astrium aan een ruimtetuig te zullen ontwikkelen om de ruimtetoerismemarkt te betreden. In 2009 werden die plannen opnieuw opgeborgen.
In januari 2014 werd EADS omgevormd tot Airbus Group en werd Astrium onderdeel van de nieuwe divisie Airbus Defence and Space.

## Divisies
Astrium bestond uit drie divisies:
- Astrium Space Transportation bouwde de Ariane 5-draagraket voor Arianespace, de Automated Transfer Vehicles voor transport naar het ISS en heeft ook de Columbus-module voor het ISS gebouwd.
- Astrium Satellites ontwierp en bouwde kunstmatige satellieten en verwante infrastructuur voor civiel en militair gebruik. Het bedrijf was onder meer betrokken bij het Galileo-navigatiesysteem.
- Astrium Services leverde diensten op het vlak van beveiligde (satelliet)communicatie en geo-informatie. Deze divisie ontwikkelde en beheerde onder meer het European Data Relay System voor European Space Agency (ESA).